# Don-Tan
Don-Tan è un arrondissement del Benin situato nella città di Zangnanado (dipartimento di Zou) con 4.863 abitanti (dato 2006).